# Giovanni Poggiali
Giovanni Poggiali (Rimini, 29 settembre 1946 – Sicignano degli Alburni, 10 agosto 1987) è stato un attore teatrale, drammaturgo e musicista italiano, noto per la sua attività nella scena teatrale italiana negli anni '70 e '80 che gli è valsa il Premio Riccione per il Teatro ATER.
Durante la sua carriera ha pubblicato anche un album da solista La sciarpa di lana. Una targa in sua memoria è posta nel Chiostro degli Agostiniani di Rimini.

## Biografia
Secondogenito di Ernestina Bonci e di Luigi Poggiali, un operaio dell'ENEL, nacque a Rimini dove frequentò gli studi da Ragioneria. Lui e la sua famiglia si trasferirono a Borgo San Giuliano, un borgo ai piedi dell'ingresso della città, la casa era a due passi dal Ponte di Tiberio, in via Marecchia.
Conseguì il diploma di ragioniere. Finiti gli studi intraprese la carriera da attore e si trasferì a Roma.
Morì a Sicignano degli Alburni il 10 agosto 1987 a causa di un incidente autostradale sull'Autostrada Salerno-Reggio Calabria (allora A3, oggi A2).

## Teatro

### Attore
- "L'elefantino" di Bertold Brecht
- "Sticus" di Plauto, regia di Memé Perlini
- "Voulez vous jouer avec moi" di Marcel Achard, regia di Memé Perlini
- "Histoire du Soldat" di Igor Stravinsky, regia di Memé Perlini
- "Re Giovanni" di William Shakespeare, (1972), regia di Fortunato Simone, nel ruolo di James Gurney, con Mariano Rigillo, Bruno Alessandro, Paola Mannoni, Oliviero Dinelli e Michele Placido
- “Jacques il fatalista” di Denis Diderot, (1983) - vincitore del premio speciale della giuria nella 37ª edizione del Premio Riccione Ater per il Teatro
- "Misura per misura" di William Shakespeare, (1987), nel ruolo di Gomito

## Filmografia

### Attore
- Saturnino Farandola, regia di Raffaele Meloni – miniserie TV (1977)
- Attentato al Papa, regia di Giuseppe Fina – miniserie TV (1986)
- Cartoline italiane, regia di Memè Perlini (1987)

## Doppiaggio

### Cinema
- Austin Pendleton in Corto circuito

### Serie TV
- Derek Fuke in Enrico IV, parte II